# El Irreal Madrid
El Irreal Madrid es un programa especial de Televisión española, estrenado en 1969.

## Historia
El programa se encuadra en una etapa de aperturismo en la cúpula directiva de TVE, con Juan José Rosón al frente, que aspiraba a producir y emitir productos de calidad en una desacreditada televisión para mejorar la imagen del país en el exterior.[cita requerida] El precedente más inmediato en ese mismo sentido había sido Historia de la frivolidad, de Narciso Ibáñez Serrador.
Para ello se contó con los servicios de un joven Valerio Lazarov recién llegado de su Rumanía natal y cargado de ideas vanguardistas en cuanto a su visión estética de la televisión.
Con la fotografía de Jorge Herrero y guiones de Valerio Lazarov y Alfredo Amestoy, el programa supuso una auténtica revolución conceptual y visual en la forma de hacer televisión en España.

## Argumento
El espacio es una sutil caricatura del fenómeno de masas del siglo XX y los excesos que comporta: el fútbol y su más insigne representante en España, el Real Madrid, auténtico símbolo nacional.
Esta parodia, de desarrollo fundamentalmente gestual y destacada importancia de la banda sonora, compuesta por Augusto Algueró, se adentra en un mundo en el que cobran protagonismo el Jefe de Ideas Geniales, la Jefa de Gritos Deportivos, el Laboratorio para la Formación y Perfeccionamiento de los Hinchas, el hincha nervioso, el introvertido, el gordo, la coqueta...

## Reparto
- Gloria Cámara
- Irán Eory
- Lola Gaos
- Claudia Gravy
- Emilio Laguna
- Luis Barbero
- Soledad Miranda
- Elisa Montés
- Luis Morris
- Ángel Álvarez
- Antonio Ozores
- Ángel Picazo
- María Luisa San José
- Cris Huerta
- Modesto Blanch
- Fabián Conde
- Vicente Roca
- Jürgen Scheller (locutor)

Y las actuaciones musicales de Karina, Los Bravos, Los Pop Tops, Massiel, Peret, Miguel Ríos, Marisol, Gelu y Joselito.
Al inicio también aparecen en pantalla, vestidos de futbolistas, los siguientes componentes del equipo técnico de Televisión Española: 
- Valerio Lazarov (Director y guionista)
- Jorge Herrero (Director de Fotografía)
- Pedro Baldié (Ayudante de Dirección)
- José Manuel Albuerne (Jefe de Producción)
- Augusto Algueró (Compositor)
- Paco Sans (o Sanch ¡?) (Decorador)
- Pablo Gago (Figurinista)
- Pedro Samu (Ayudante de Producción)
- José Luis Gil (Montador)
- José Antonio Sánchez (Maquillador)
- Ricardo Sáenz de Heredia (Segundo ayudante de Dirección)

## Premios
El programa ganó la Ninfa de Oro en el Festival de Televisión de Montecarlo.
- Datos: Q5822210